# 夏磊 (主持人)
夏磊（1976年11月7日—），英文名，云南昆明人，现定居上海。原SMG融媒体中心上视编播部节目主持人，兼任出镜记者。中国共产党党员。
夏磊1999年进入原上海东方电视台，凭借《早安上海》《媒体大搜索》开创了当时上海少见的“说新闻”和即兴串联点评之风。2007年因主持《新闻夜线》的需要转投上视新闻综合频道，其富有磁性的男中音、快速的逻辑思维能力和对生活的热爱与向往让他成为上海家喻户晓的新闻主播，是公认的“上视新闻一哥”。在主持《新闻夜线》的10年之后，2017年12月，夏磊宣布从SMG离职，转为自媒体人，创办“雅痞time”和“行走的课堂”。
夏磊在SMG18年，其凭借《早安上海》《媒体大搜索》《新闻夜线》等新闻节目而被观众广为熟知。夏磊曾获得无数奖项，包括1次SMG优秀播音员主持人，1次SMG名播音员主持人和上海十大杰出青年。外界评价其为“热爱新闻主持事业，不断完善和超越自己的主持人”。
除事业之外，夏磊亦热心公益，曾先后担任中国青年志愿者协会理事、上海市12355青少年服务平台形象大使、浦东新区禁毒宣传形象大使、上海市青少年迎世博百万笑脸征集活动yes大使，系上海星时代全明星高尔夫球队创始队员之一和上海市慈善基金会凡之慈善基金创始人之一，现亦担任上海市徐汇区龙华街道“益加艺”文化艺术志愿者。
现为上海典唯文化传媒有限公司的法定代表人。

## 个人经历

### 早年：1976-1999年
夏磊出生于云南省昆明市五华区，小时候的梦想是当一名新闻主播。早在读小学期间，他考入了少年宫做小小报幕员。少年宫的老师就发现他身上有着和别的孩子不一样的特质——特别善于表达，也愿意去表达，于是注定他要去做一个直播新闻节目的主播。
1995年毕业于云南师范大学附属中学，并于同年考入北京广播学院播音主持艺术学院本科，同届知名毕业生包括柴璐、欧阳夏丹、郑莺燕(小燕)、田龙、陆梅、王曦梁（中央广播电视总台）、李莉、陈曦（晨曦）、李宁（一凝）、杨蕾、徐惟杰（上海广播电视台）、尹明子（深圳广播电影电视集团）、郑苏（福建省广播影视集团）、曹涤非、李晶（北京广播电视台）、曾捷（罗辑思维副总裁、得到APP内容负责人）、喻梅（中国传媒大学播音主持艺术学院副教授，综艺主持系副主任）、金北平（中国传媒大学播音主持艺术学院党总支副书记）、刘又玲（同济大学讲师）、梁茵（凤凰卫视）等。
在就读北京广播学院期间，曾参加第二届齐越朗诵艺术节，获得一等奖。并曾在中央人民广播电台实习主持《古典音乐欣赏》，在上海东方广播电台担任《东广早新闻》实习主播。

### 东方电视台初期：1999-2001年
1999年本科毕业后，正式入职上海东方电视台，开始担任新闻主播。其担任主播的第一个新闻节目是《东视新闻》,后担任《早安上海》《东视午新闻》固定主持人，同时继续担任《东视新闻》主播。在主持《早安上海》期间，夏磊开始尝试“说新闻”的播报方式，为后面主持《媒体大搜索》打下坚实的基础。在此期间，他参加了《2000看东方》、《蓝天下的挚爱爱心全天大放送》、《APEC特别报道》等特别报道，与同事合著了《咬音嚼字》。除《早安上海》《东视午新闻》《东视新闻》外，他还代班了《东视今夜播报》等新闻节目。

### 《媒体大搜索》时期：2002-2006年
2002年，上海文广新闻传媒集团进行频道专业化改革，原东视一套更名为东视新闻娱乐频道，夏磊受聘担任新创节目《媒体大搜索》的第一位主持人，并担任固定主持人长达5年之久。随着介入节目程度的加深，夏磊在镜头前的主持也更加自如，并逐渐形成了轻松、幽默、即兴串联与评论的主持风格。夏磊也因此因为《媒体大搜索》而被观众广为熟知，受到观众的喜爱和业内认可。凭借《媒体大搜索》，夏磊获得了2004年全国播音主持作品一等奖，2002年上海市播音主持作品一等奖，2005年第二届“文广新人”、2006年“电视新闻中心首届十大明星员工”等称号。亦在2003年参加第四届中央电视台”夏新杯”电视节目主持人大赛获得优秀节目主持人奖。
在这段期间，他主持的其他节目有《东视新闻》、《东视夜新闻》、《往事》（上海纪实频道）、《真情实录》、《本周》等。参加的特别报道有《伊拉克战争特别报道》、《阿拉法特逝世特别报道》、《巅峰之旅》、《薪火长征路》等，主持的大型活动有《真情和谐年度人物评选》《我和春天有个约会主持人歌会》等，参加《非常娱乐》《天才爱美丽》《主持人舞林大会》等众多综艺节目。

### 《新闻夜线》与上视新闻综合频道时期：2007-2017年
2007年1月，上视新闻综合频道的《新闻晚报》和《新闻夜线》正式整合成《新闻夜线》，夏磊也离开东方电视台转投上视新闻综合频道，成为整合后《新闻夜线》的第一代主持人，并担任主持人长达十年之久。面对新的机遇与挑战，夏磊积极探索在直播新闻节目中播报、评述与现场采访的结合，长期担任其中《夜线约见》部分的主持人，实现了栏目品牌与个人品牌的共赢，而“祝你晚安，也祝上海晚安”也成为其在《新闻夜线》的固定结束语。夏磊凭借《新闻夜线》继《媒体大搜索》后再次创造事业高峰，长期成为上视新闻主播的“一哥”，与印海蓉并称上视新闻主播的“一哥一姐”。2016年2月潘涛离开SMG后，夏磊一度成为电视新闻中心（后整合为融媒体中心）主播的“一哥”，直到2017年年底离职之后才被臧熹而取代。
此段时期除固定担任《新闻夜线》主播外，夏磊亦代班《新闻报道》（含《新闻透视》《观众中来》），参加《汶川大地震特别报道》《上海两会特别报道》《直击日全食特别报道》《你好！世界》《11•15特大火灾特别报道》《上海電視新聞55週年》《我们的新权益》《麋鹿争霸》《首届浦江生活节》等大型活动直播报道。为纪实频道《眼界》、艺术人文频道《读书有道》的固定主持人，担任《新娱乐赛诗会》《陈蓉朋友圈》《陈辰全明星》《家庭演播室》《超级家庭》《小荷下午茶》《波士堂》《非常惠生活》等节目的嘉宾。同时，他亦为东方卫视、上视新闻综合频道众多宣传片与纪录片的御用配音，如宣传片“上海电视新闻55周年”“上海车展”“一起玩魔都17爱上海”，纪录片《世博之光》《城市之光》《潮涌东方》《全球养老调查》，专题片《党建引领基层治理》等。此外，他亦主持過眾多大型活動，如“第10屆上海國際電影節”“上海新聞界慶祝中國記者節大會”“壹戲劇大賞”“上海公益微電影節”“解放日報文化講壇”等。
在上视新闻综合频道期间，夏磊于2010年、2012年和2016年三次获得中国新闻奖，更在2012年获得SMG优秀播音员主持人，2013年获得SMG名播音员主持人，2014年获得第十七届上海十大杰出青年荣誉称号。2016年5月，夏磊更重拾书本，就读了长江商学院EMBA，并于2017年11月毕业。
在2013年上映的电影《神奇Amazing》中，夏磊首次“触电”客串新闻主播。
2017年9月之后，夏磊在融媒体中心的新闻排班逐渐减少，仅周末的《新闻夜线》，不定期代班的《新闻报道》和一次大型活动主持：“第一届浦江生活节”。最终，夏磊于2017年12月9日，最后一次担任《新闻夜线》主持人（搭档周瑜），低调结束了在上海广播电视台长达18年的工作，而该期节目亦为其在SMG告别作。
2018年2月11日，夏磊作为“大城小爱公益基金会”的荣耀之箱捐赠仪式嘉宾身份在新闻综合频道的《七分之一》中出镜，这亦是其离职后在SMG的首次公开出镜。而此次出镜距离其最后一次主持《新闻夜线》（2017年12月9日）相隔64天。
2019年7月15日，夏磊作为徐汇区《我和我的祖国》快闪MV的四位领唱人之一在《新闻夜线》中出镜，这亦是其离职后在《新闻夜线》的首次公开出镜。而此次出镜距离其最后一次主持《新闻夜线》相隔583天之久。

### 自媒体时期：2016年至今
早在夏磊主持《新闻夜线》后期的2016年4月，他开通了自己的个人微信公众号“新闻雅痞”，2017年2月正式更名“雅痞time”。在“雅痞time”里，他崇尚“像玩一样工作、像工作一样玩、像蚂蚁一样工作、像蝴蝶一样生活”的理念，先后开通了“雅痞旅行”“雅痞脱口秀”“雅痞夜读”“雅痞访谈”等栏目。
除“雅痞time”外，夏磊亦有自媒体产品“行走的课堂”，主打素质教育内容的生产与制作。
2017年12月夏磊离开SMG后，他开始专职自媒体运营。
2018年11月8日，其公司“上海典唯文化传媒有限公司”完成法定代表人变更，夏磊成为该公司的法定代表人。
2019年4月，其首本个人图书《小小演说家》由中国中福会出版社出版发行。
2022年6月，夏磊名下公司“上海典唯文化传媒有限公司”运营的微信视频号“行走的课堂”发布改编版《喜欢上海的理由》，由王厂长（王昊）、张军、高博文、夏磊、徐祥演唱。而原版词作者陶为民表示此举是侵权行为，上海广告界多位广告人表示支持陶为民，并呼吁联合抵制改编行为。此举引发网民热议。

## 个人生活
夏磊的初恋女友是当时同在北京广播学院的同学杨蕾，1999年本科毕业后，杨蕾就追随夏磊共同来上海发展。后因二人个人发展的需要，夏磊和杨蕾宣布分手。
2013年5月，在接受《新娱乐在线》的专访中，他表示他会于同年11月8日在上海举行婚礼。并透露妻子为中国东方航空的乘务员，但未提及其真名。后又有人爆料，其妻子的真名为刘佳菁（Fiona），1987年出生，土生土长的上海人，比夏磊小11岁。
2013年12月，在上海儿童艺术剧场举行的SMG名优新播音员主持人评选颁奖典礼中，夫妻二人首次与公众见面。据刘佳菁当时的描述，念书时，她就爱看《媒体大搜索》。那时候没有微博微信，网络没有那么发达，一下子就被节目吸引了。直到2012年元旦，刘佳菁飞悉尼，夏磊恰好也在悉尼飞行。在返回上海的东航航班上，两人相遇。在经过近一年多的相恋之后，2013年11月8日，二人正式步入婚姻殿堂。
2014年11月24日，刘佳菁为夏磊诞下一对双胞胎女儿，取名夏清朗（Audrey）和夏清玥（Grace）。

## 主持节目简表
| 时间        | 主持节目 |
| ----------- | --- |
| 1998年      | 《古典音乐欣赏》（中央人民广播电台）（实习）、《东广早新闻》（上海东方广播电台）（实习） |
| 1999-2001年 | 《早安上海》【东视一套（今都市频道）】、《东视午新闻》【东视一套（今都市频道）】、《东视新闻》【东视一套（今都市频道）】、《东视今夜播报》【东视一套（今都市频道）】                                                               |
| 2002-2006年 | 《媒体大搜索》【新闻娱乐频道（今都市频道）】、《东视新闻》【新闻娱乐频道（今都市频道）】、《东视夜新闻》【新闻娱乐频道（今都市频道）】、《智力大冲浪》【新闻娱乐频道（今都市频道）】、《本周》、《真情实录》、《往事》（纪实频道） |
| 2007-2017年 | 《新闻夜线》（上视新闻综合频道）、《新闻报道》（含《新闻透视》、《观众中来》）（上视新闻综合频道）、《眼界》（纪实频道）、《纪录片编辑室》（纪实频道）、《读书有道》（艺术人文频道）、《走进人大》（法制天地频道）                 |

## 配音作品列表（节录）

### 节目配音
- 《新闻报道》
- 《新闻夜线》
- 《非常惠生活》

### 宣传片配音
- 《新闻夜线》整合宣传片
- 《寄语2015》（和印海蓉）
- 上视新闻综合频道主持人宣传片
- 庆祝新中国成立六十周年频道ID
- 上海电视新闻55周年大部分宣传片
- 走基层转作风改文风宣传片
- 科学发展成就辉煌宣传片
- 一起玩魔都，17爱上海宣传片
- 2017年春节ID
- 上海车展宣传片
- 新闻综合频道黄金档电视剧宣传片
- 《新闻夜线》整合十周年宣传片

### 纪录片专题片配音
- 《世博之光》
- 《潮涌东方》
- 《城市之光》
- 《全球养老调查》
- 《党建引领社会治理》

### 广告配音
- 链家地产（有出镜）
- DS汽车
- 交通银行
- 萨博
- 大学生科学商店（有出镜）
- 别克君越30H（有出镜）

### 大型活动现场配音
- 上海市平安英雄颁奖晚会
- 晶晶打击乐团十周年
- 新闻的力量主题晚会

## 奖项与提名
| 年份   | 奖项名称                                   | 结果                                                                           |
| ------ | ------------------------------------------ | ------------------------------------------------------------------------------ |
| 2003年 | 2002年度中国广播电视新闻奖                 | 长消息一等奖《申博喜获成功申城欢乐无眠》（现场记者）                           |
| 2003年 | 2002年度中国播音与主持作品奖               | 二等奖（2002年12月18日《媒体大搜索》）                                         |
| 2003年 | 第四届“夏新杯”中央电视台电视节目主持人大赛 | 优秀奖                                                                         |
| 2003年 | 2002年度上海广播电视奖                     | 主持类一等奖（2002年12月18日《媒体大搜索》）                                   |
| 2003年 | 第十二届上海新闻奖                         | 一等奖《申博喜获成功申城欢乐无眠》（现场记者）                                 |
| 2005年 | 2004年度上海广播电视奖                     |                                                                                |
| 2005年 | 上海文广新闻传媒集团第二届“文广新人”       | “文广新人”                                                                     |
| 2005年 | 2003-2004年度浦东新区“青年岗位能手”        | “青年岗位能手”                                                                 |
| 2006年 | SMG电视新闻中心十大明星员工                | “十大明星员工”                                                                 |
| 2006年 | 浦东新区第13届十大杰出青年                 | 十大杰出青年                                                                   |
| 2008年 | 2007年度中国广播电视“金话筒奖”             | “爱心传播者”，其中他参与的作品《你是我的新娘》（《真情实录》）获得“特等示范奖” |
| 2010年 | 第20届中国新闻奖                           | 二等奖《直击日全食》（和张译心，演播室主持）                                   |
| 2011年 | 2011年SMG名优新播音员主持人评选            | 名优主持人提名                                                                 |
| 2011年 | SMG电视新闻中心十大明星员工                | “十大明星员工”                                                                 |
|        | 第22届中国新闻奖                           | 三等奖《不幸之中有暖流》（和樊昊）                                             |
| 2012年 | 2011年度上海广播电视台优秀共产党员         | 优秀共产党员                                                                   |
| 2012年 | 2012年SMG名优新播音员主持人评选            | 优秀播音员主持人                                                               |
| 2013年 | 2013年SMG名优新播音员主持人评选            | 名播音员主持人                                                                 |
| 2014年 | 第十七届上海十大杰出青年                   | “十大杰出青年”                                                                 |
| 2015年 | 2013年上海广播电视奖                       | 播音与主持类二等奖《新闻报道》（和印海蓉合作）                                 |
| 2016年 | 第26届中国新闻奖                           | 三等奖（2015年8月13日《新闻夜线》）                                            |
| 2016年 | 腾讯大申网第一届知了全民创作盛典           | 视频组“银知了奖”“雅痞time”                                                     |

## 公益活动
| 年度     | 机构                                      |
| -------- | ----------------------------------------- |
| 2006年   | 上海市青少年12355形象大使                 |
| 2006年   | 上海市浦东新区禁毒形象大使                |
| 2009年   | 上海市青少年迎世博百万笑脸征集活动yes大使 |
| 2013年   | 上海星时代全明星高尔夫球队创始队员之一    |
| 2014年   | 上海市慈善基金会凡之慈善基金创始人之一    |
| 年份不详 | 中国青年志愿者协会理事                    |

## 著作
- 《咬音嚼字》(与李勇、卜凡、吴晓蕾、徐惟杰、杨蕾等主持人合作编撰)，上海:上海辞书出版社，2001年1月。
- 《巅峰之旅》(参与撰稿)，上海:上海远东出版社，2006年。ISBN 9787807063315。
- 《我的心是一座城》（参与朗读），上海：上海文化出版社，2017年。
- 《小小演说家》，上海:中国中福会出版社，2019年。ISBN 9787507227543。